# Мэнн, Стив
Стив Мэнн (англ. Steve Mann; род. 1962, Гамильтон, Онтарио) — канадский учёный и инженер в области компьютерной техники, создатель одного из первых носимых компьютеров.

## Образование
Стив Мэнн получил степени бакалавра и магистра наук в университете Макмастера (Торонто), соответственно в 1987 и 1992 году. После этого он продолжил своё образование в Массачусетском технологическом институте, который окончил с докторской степенью в 1997 году.

## Идеи и изобретения
Ещё в школе, в 1981 году, Стив Мэнн собрал свой первый носимый компьютер, приспособив микропроцессор 6502, переносимый в рюкзаке на стальной раме, для управления фотоаппаратами, фотовспышками и другой съёмочной техникой. Дисплей, основанный на катодно-лучевом видоискателе от камеры, крепился к шлему и выдавал текст с разрешением в 40 колонок; ввод на процессор шёл с семи микропереключателей, встроенных в рукоятку фотовспышки, питание вся система получала от свинцово-кислотных аккумуляторов.
С этого времени он постоянно занимался совершенствованием носимой компьютерной техники, получив известность в частности благодаря своим ранним разработкам умных очков, использующих принципы дополненной реальности. Другие его изобретения и усовершенствования включают чирплет-преобразование (новую математическую систему преобразования сигналов) и компараметрические уравнения (новую математическую систему для компьютерно-преобразованной реальности), а также гидравлофон — первый в мире музыкальный инструмент, действующий на принципе преобразования колебаний жидкостей в звук.
Изобретения Мэнна демонстрировались в Смитсоновском институте, Национальном музее американской истории, лондонском Музее науки, Нью-Йоркском музее современного искусства и городском музее Амстердама.
Стив Мэнн является автором более чем 200 статей, книг и патентов (h-индекс его публикаций равен 60, в том числе с 2016 года — 38). Он штатный профессор Торонтского университета. 
В 2013 году Мэнн был председателем проходившей в Торонто конференции Института инженеров электротехники и электроники (IEEE).